# Economia
|  | Aquest article fa referència a l'economia com a activitat econòmica. Per a la disciplina de les ciències socials vegeu ciències econòmiques. |

L'economia és l'activitat humana que consisteix en la producció, distribució, intercanvi i consum de béns i serveis. Habitualment fa referència a l'activitat econòmica d'un estat, però també s'utilitza per a altres àmbits.
Una economia és una àrea de producció, distribució i comerç, així com de consum de béns i serveis. En general, es defineix com un domini social que emfatitza les pràctiques, els discursos i les expressions materials associades a la producció, l'ús i la gestió dels recursos. Una economia determinada és un conjunt de processos que impliquen la seva cultura, valors, educació, evolució tecnològica, història, organització social, estructura política, sistemes legals i recursos naturals com a factors principals. Aquests factors donen context, contingut i estableixen les condicions i els paràmetres en què funciona una economia. En altres paraules, el domini econòmic és un domini social de pràctiques i transaccions humanes interrelacionades que no està aïllada.
Els agents econòmics poden ser individus, empreses, organitzacions o governs. Les transaccions econòmiques es produeixen quan dos grups o parts acorden el valor o el preu del bé o servei transaccionat, expressat habitualment en una determinada moneda. Tanmateix, les transaccions monetàries només representen una petita part del domini econòmic.
L'activitat econòmica està estimulada per la producció que utilitza recursos naturals, treball i capital. Ha canviat amb el temps a causa de la tecnologia, la innovació (nous productes, serveis, processos, mercats en expansió, diversificació de mercats, nínxols de mercat, augment de les funcions d'ingressos) i els canvis en les relacions laborals.

## Sistema econòmic
El sistema econòmic és la manera en què s'organitza l'economia d'un país determinat, és a dir, és el mecanisme que determina què es produeix, com es produeix i com es distribueix la producció entre la població. Històricament, només hi ha hagut tres tipus de sistemes econòmics: els que es basen en la tradició, el sistema d'economia autoritària o planificada i el sistema d'economia de mercat. En l'economia de mercat, els individus i les empreses prenen les decisions sobre producció i consum a través de la seva interacció en els mercats. En canvi, en l'economia planificada aquestes decisions les pren una autoritat central.
Els sistemes econòmics de les societats actuals tenen elements tant de l'economia de mercat com de l'economia planificada, per aquest motiu s'anomenen economies mixtes. En les economies actuals, els individus s'especialitzen en determinades tasques del procés productiu que després comercien en els mercats per a obtenir els béns que necessiten. Per al comerç dels diferents béns i serveis s'utilitza el diner com a mitjà de pagament. Les entitats econòmiques es poden agrupar en: les llars, les societats no financeres, les societats financeres, el govern i les entitats sense ànim de lucre. Els governs intervenen en l'economia mitjançant la regulació dels mercats, la provisió de béns públics, la recaptació d'impostos i pagament de subvencions i transferències, controlant l'oferta monetària, etc.

## Producció
La producció és una activitat realitzada per una entitat econòmica en la qual s'utilitza mà d'obra, capital i béns i serveis per obtenir altres béns i serveis.
El Producte Interior Brut (PIB) es defineix com el valor dels béns i serveis produïts en un país durant un any un cop deduïda la part consumida en la producció. És la mesura més utilitzada del volum d'una economia. L'economia més gran del món és la dels Estats Units amb un PIB el 2011 de 15.534 milers de milions de dòlars. El segueix la Xina, amb un PIB de 7.322 milers de milions de dòlars. Tanmateix, diferències en el PIB es poden deure tant a diferències en el nivell de producció com a diferències en els preus. Per aquest motiu s'utilitza la paritat del poder adquisitiu a l'hora de comparar el PIB de diferents països. Si es calcula el PIB de la Xina utilitzant aquest mètode, valorant la seva producció amb els preus dels Estats Units, el seu PIB esdevé 13.496 milers de milions de dòlars.
La quantitat de béns i serveis que es produeixen en una economia depèn de la quantitat de treball, capital humà, capital físic i de la tecnologia. Aquests recursos s'anomenen factors de producció i el creixement de les economies depèn de l'evolució d'aquests factors. El capital són béns durables produïts que s'utilitzen en la producció d'altres béns. Disposar de capital permet poder produir més béns per al consum, però per tal d'obtenir capital s'ha de renunciar al consum d'una part de la producció. En les economies de mercat, el capital és de propietat privada i es pot comerciar. En canvi, els treballadors no es poden vendre o comprar, només es pot comerciar la força de treball.
Actualment, el principal component de la producció mundial són els serveis, i representen el 70% del PIB. El sector secundari representa el 30% mentre que el sector primari només arriba al 3% del total. El pes del sector serveis és del 49% en els països amb nivell d'ingrés baix, 54% en els de nivell mitjà i 74% en els d'ingrés alt. En els tres casos és el principal component del PIB.

## Distribució

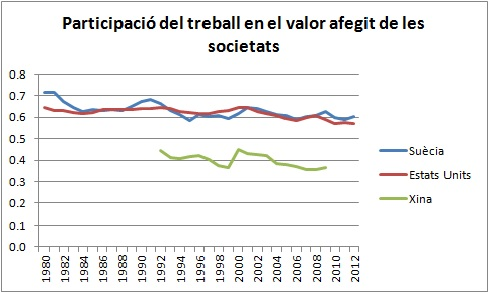
Participació del treball en el valor afegit de les societats

La distribució de la producció es realitza o bé venent-la a través del mercat o bé subministrant-la gratuïtament o a preus no de mercat. Aquest segon canal de distribució el realitza el govern i les entitats sense ànim de lucre, sobretot per a productes com l'administració pública, la defensa, l'educació i la salut. Una part de la producció no es distribueix sinó que és usada pels mateixos productors.
Com que una part de la producció s'obté adquirint-la a través del mercat, la seva distribució entre la població depèn de la distribució de la renda. La distribució de la renda es pot desagregar en dues etapes: distribució primària i secundària. La distribució primària de la renda fa referència a com la renda generada en el procés productiu es distribueix entre els factors de producció (treball i capital) i el govern. La proporció de la renda que reben els treballadors s'ha mantingut constant fins als anys 80, quan en molts països ha començat a disminuir. Actualment, és del 62% en els països de l'OCDE. A més, també s'obté/es paga renda per la possessió d'actius financers o de recursos naturals. La distribució secundària de la renda consisteix en el cobrament i pagament de transferències corrents, com per exemple impostos sobre la renda i la riquesa, contribucions a la seguretat social, subsidis d'atur i pensions. La renda que tenen els sectors després de la distribució primària i secundària és la renda en què disposen per a consumir o estalviar, s'anomena renda disponible.

## Ús de la producció
Les llars, el govern i les institucions sense ànim de lucre utilitzen la renda disponible per a consum final i estalvi. L'estalvi és la font de finançament per l'acumulació de capital d'una economia. El capital inclou edificis, carrers, carreteres, pous, túnels, vies fèrries, obres hidràuliques, maquinària, equips de transport i equips per a les TIC entre d'altres. Com que és un factor de producció, la seva acumulació permet majors nivells de producció. A més de l'estalvi nacional, es pot finançar mitjançant les transferències de capital de la resta del món i l'endeutament amb la resta del món.

## Sector financer
El sistema financer realitza diverses funcions en una economia: executa pagaments d'una entitat a una altra, reuneix recursos, transfereix recursos de les entitats amb capacitat de finançament a les entitats amb necessitat de finançament, gestiona riscos. Aquestes funcions es realitzen mitjançant operacions amb instruments financers. Un instrument financer és el reconeixement per una entitat a realitzar en el futur una sèrie de pagaments a una altra. Per l'entitat que ha de fer els pagaments, l'instrument és un passiu, mentre que per l'altra, és un actiu. La major part d'operacions amb instruments financers es realitza a través d'intermediaris financers (finançament indirecte) però alguns prestataris poden obtenir finançament de prestadors no financers a través dels mercats (finançament directe).
Si la renda disponible d'una entitat és superior a la seva despesa en consum i adquisició de capital, es diu que té capacitat de finançament. En aquest cas els seus actius financers augmenten (o els passius disminueixen). En cas contrari, l'entitat té necessitat de finançament i, per tant, els seus actius financers disminueixen (o els passius augmenten), és a dir, s'endeuta. La situació de capacitat de finançament del govern es coneix com a superàvit mentre que a la necessitat de finançament es coneix com a dèficit.
Un instrument financer a destacar és el diner. El diner és un bé que s'accepta com a mitjà de pagament. En les economies actuals es consideren diners els bitllets, les monedes i els dipòsits a la vista. D'altra banda, la moneda és la unitat monetària d'una economia.
L'intermediari financer que controla els aspectes claus del sistema financer és el banc central. En el cas del Banc Central Europeu les seves tasques consisteixen a executar la política monetària (té el control de l'emissió de bitllets), realitzar operacions de divises, gestionar les reserves de divises i promoure el bon funcionament dels sistemes de pagament.

## Nivell de vida
Els economistes utilitzen el PIB per capita com a indicador del nivell de vida. El PIB per capita és el PIB dividit entre la població del país. Per tant, indica la quantitat de producció que rebria cada persona si es repartís equitativament. El 2011, el país amb el major PIB per capita fou Luxemburg, amb 111.689 dòlars, seguit de Noruega, amb 99.035 dòlars, i Qatar, amb 97.091 dòlars. Utilitzant la paritat del poder adquisitiu, els països amb major PIB per capita foren Qatar, amb 146.521 dòlars, Macau, amb 115.441 dòlars, i Luxemburg, amb 88.670 dòlars. Utilitzant aquest últim mètode, els països amb menor PIB per capita foren Libèria, amb 537 dòlars, Comores, amb 610 dòlars i la República Democràtica del Congo, amb 655 dòlars.

## Història
Els sistemes econòmics de les societats es basaven en la tradició. Tanmateix, ja en el tercer mil·lenni aC emergiren civilitzacions a Egipte, Xina i Índia basades en el sistema d'economia autoritària. En aquestes economies l'autoritat central podia decidir l'ocupació de part de la població, de manera que es podien generar excedents de riquesa importants. Tot i que aquestes societats no es regien per un sistema de mercat, hi havia mercats per alguns productes. Amb el col·lapse de l'Imperi Romà, el creixement del feudalisme i la formació dels estats nacionals, les societats a Europa passaren de la tradició i l'autoritat al sistema de mercat. Primerament, amb el mercantilisme dels segles xvii i xviii, encara que en aquest període els preus i els salaris estaven regulats. Després seguí el capitalisme comercial, on la producció i distribució de béns i serveis ja quedava determinada pel mercat. A partir d'aquesta etapa, la societat es pot dividir clarament en un vessant econòmic i un de polític, donat que, a diferència dels sistemes tradicionals i autoritaris, en aquest sistema la manera de coordinar-se per a la producció i distribució de béns difereix del sistema d'organització de la resta d'activitats. Aquesta nova esfera econòmica limità el poder polític, impulsant així formes democràtiques de govern.
En el segle xix, la taxa de creixement de la producció incrementà enormement en aquells països on arribà la Revolució Industrial. Això generà diferències entre el nivell de vida d'aquests països i la resta del món. Donada la importància d'aquesta transformació aquesta etapa es coneix amb el nom de capitalisme industrial. Tanmateix, el creixement econòmic no era constant, sinó que es caracteritzava per les seves fluctuacions. En aquest sentit, l'episodi més important fou la Gran Depressió, que tingué lloc en la dècada de 1930. Per tal de fer front als problemes de la depressió i per avançar la recuperació els governs incrementaren i ampliaren el seu paper en el funcionament de l'economia. És a partir d'aquesta etapa que els governs es fan responsables del nivell de producció de l'economia i del benestar de la societat. Aquesta etapa es coneix com a capitalisme d'estat.
No tots els països seguiren aquestes etapes. A partir de 1917, es desenvolupà a Rússia una versió moderna del sistema autoritari anomenat sistema de planificació central. Es col·lectivitzà l'economia i s'eliminaren les empreses privades i els mercats capitalistes. El Comité Central del Partit Comunista era qui establia els objectius econòmics que els diferents ministeris havien d'implementar. Aquest sistema permeté una ràpida industrialització del país i, després de la Segona Guerra Mundial, una ràpida recuperació de la guerra però fracassà quan vingueren temps de pau. El 1985 hi hagué una reorganització del sistema, la perestroika, però també fracassà. La crisi econòmica uns anys més tard conduí al trencament de la Unió Soviètica. A principi dels 90, els països de l'Europa Oriental i Central i Rússia, iniciaren la transformació de les seves economies cap a un sistema de mercat.

## Evolució del pensament econòmic
L'activitat econòmica ha estat present a la cultura humana i l'ha caracteritzada des del començament de la civilització. Des de l'antiguitat, diversos estats i imperis desenvoluparen economies de mercat i comerç, alguns fent ús d'una moneda de mercaderia per a l'intercanvi de béns. D'altres crearen codis escrits per a coordinar les activitats econòmiques i regular la propietat privada i la taxació. No obstant això, fou a l'acabament de l'edat mitjana que començaren a sorgir alguns escrits que estudiaven l'economia, i el segle xviii sorgí la primera anàlisi formal de l'economia amb la qual neix aquesta disciplina com a ciència social, en allò que es coneix com l'Economia Clàssica.

### La teoria econòmica preclàssica
Article principal: Economia Preclàssica
La teoria econòmica preclàssica agrupa tots els escrits, majoritàriament individuals, que s'enfocaren en algun problema econòmic del seu temps. En el món d'occident, aquests es poden agrupar en tres escoles: l'escolasticisme, el mercantilisme i la fisiocràcia.
L'escolasticisme agrupa tots els primers escriptors que discutiren el funcionament de l'economia que es desenvolupava a l'Europa occidental del segle xiii al segle xvi, entre els quals, el més important fou Tomàs d'Aquino (c. 1225-1274). El pensament escolàstic es pot entendre segons el context de la seva època, en una societat feudal en què començaven a sorgir les activitats econòmiques. La contribució dels escolàstics a la teoria econòmica moderna és petita, però rellevant. S'enfocaren principalment en les qüestions ètiques sobre la igualtat i la justícia del sistema econòmic i reconegueren que és el procés mateix d'intercanvi i els preus que n'emergeixen les coses per les quals s'hauria de jutjar una activitat econòmica. Per altra banda, en una societat en què la propietat comunal era la "llei natural", pensament basat en el Nou Testament bíblic, Tomàs d'Aquino argumentà que la propietat privada no n'era una contradicció, ans era una "addició" a la llei natural dissenyada per al benefici de l'home.

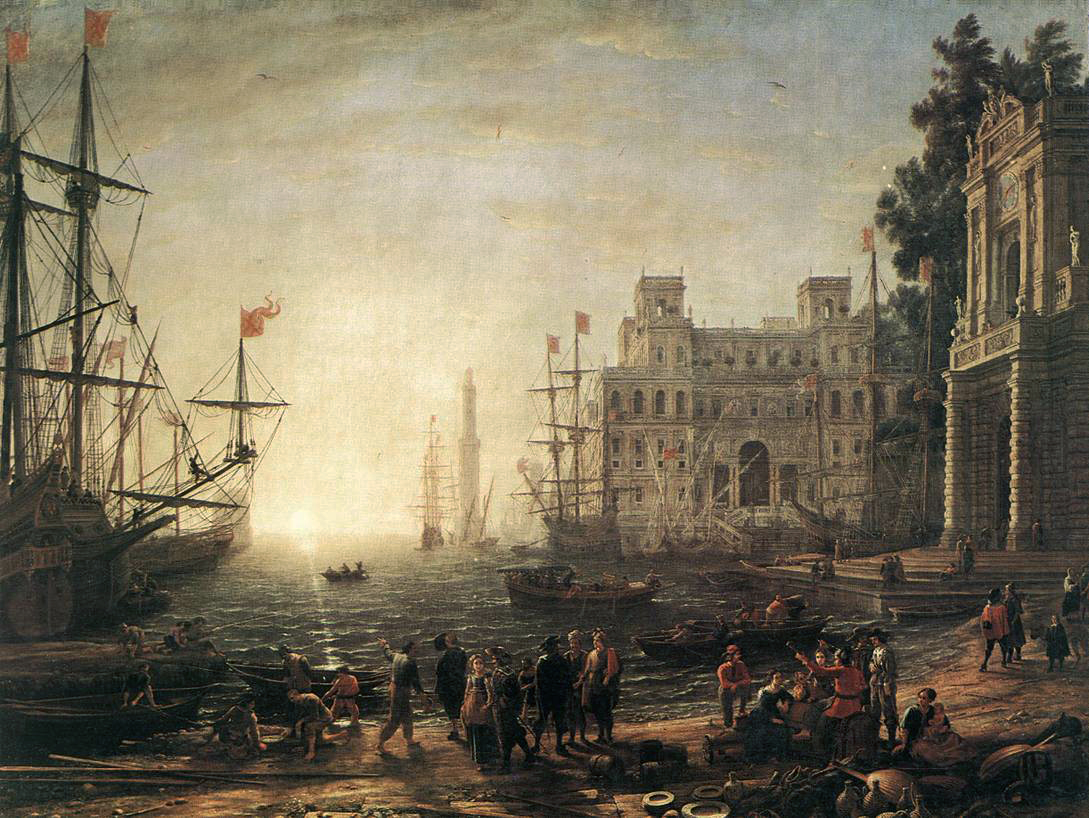
Port francès durant l'era del mercantilisme

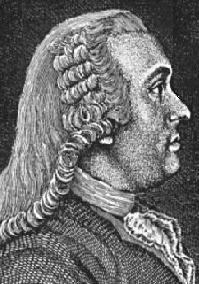
Anne-Robert-Jacques Turgot

El mercantilisme fou l'escola de pensament dominant des del Renaixement fins als inicis de l'època moderna, abastant 250 anys, des de 1500 a 1750. Aquest fou un període de gran activitat econòmica a mesura que les societats passaven del feudalisme cap al comerç, creixien les ciutats com a centres econòmics i sorgien les nacions-estats. La major part dels escrits del mercantilisme aparegueren a la Gran Bretanya, i Thomas Mun pot considerar-se'n un dels principals escriptors, amb la seva obra pòstuma, "El Tresor mitjançant el Comerç Exterior" (1664).
Durant aquest període hi hagué molts escriptors, cadascun enfocat en temes molt variats. Però, en general, el pensament del mercantilisme es pot entendre en les seves suposicions: els mercantilistes assumien que la riquesa total del món era fixa; per tant, en el comerç entre nacions, l'increment en la riquesa i el poder econòmic d'una nació s'aconseguien necessàriament a expenses d'una altra. És en aquest sentit que els mercantilistes s'oposaven a la importació de productes, però n'encoratjaven l'exportació. A més a més, els mercantilistes només s'interessaven de la riquesa nacional i no pas de la individual; la riquesa nacional, de fet, es basava en la pobresa de molts. Advocaven pels salaris baixos, per tal de permetre avantatges competitius en el comerç internacional (i així incrementar la riquesa nacional), i perquè creien que els salaris superiors al nivell de subsistència causarien una reducció en l'esforç laboral. Els mercantilistes també estudiaren el paper dels diners en la determinació del nivell general de preus. Tot i així, no hi hagué cap escriptor que presentés un resum o un esquema de l'economia ideal, com ho faria Adam Smith posteriorment, sinó que cada mercantilista s'enfocava en una àrea o problema específic. El mercantilisme mateix, però, feu impossible la creació d'una teoria general de l'economia. En retrospectiva, els mercantilistes veien el sistema econòmic com un joc de suma nul·la; en què els guanys d'un partit requerien les pèrdues d'un altre. Així doncs, qualsevol política que beneficiés un grup, per definició danyaria un d'altre, i no hi havia cap possibilitat que l'economia pogués utilitzar-se per maximitzar el "benestar" o el "bé comú". Els escrits mercantilistes en general foren redactats per a racionalitzar algunes pràctiques específiques d'aleshores i no pas com a investigació de les millors polítiques per a l'economia.
La fisiocràcia fou un moviment curt que sorgí a França al voltant del 1750, el qual proveí de perspectives analítiques importants de l'economia, per la qual cosa, la seva influència en el desenvolupament del pensament econòmic fou important. Els fisiòcrates foren un grup de persones que creien que la riquesa de les nacions es derivava exclusivament del valor de l'agricultura o del desenvolupament de la terra. El moviment estigué principalment dominat per Anne-Robert-Jacques Turgot (1727–1781) i François Quesnay (1694–1774). La contribució més significativa dels fisiòcrates fou llur èmfasi en el treball productiu, l'agricultura o la natura, com a font de riquesa nacional, a diferència del mercantilisme, que s'enfocava en la riquesa total basada el procés d'intercanvi. Per als fisiòcrates, només l'agricultura era capaç de produir excedents—més del que es pot consumir—a diferència de la manufactura, que a parer seu, era "estèril". Consideraven la producció de béns i serveis com a consum dels excedents agrícoles, mentre que l'economia moderna les considera activitats productives que afegeixen valor a la renda nacional. Entre les seves polítiques econòmiques més rellevants fou la idea que el govern no havia de posar cap control a l'economia la qual es podia regular per si mateixa; és a dir, el paper del govern era el de laissez faire: que deixés les coses per si soles.

### L'economia clàssica

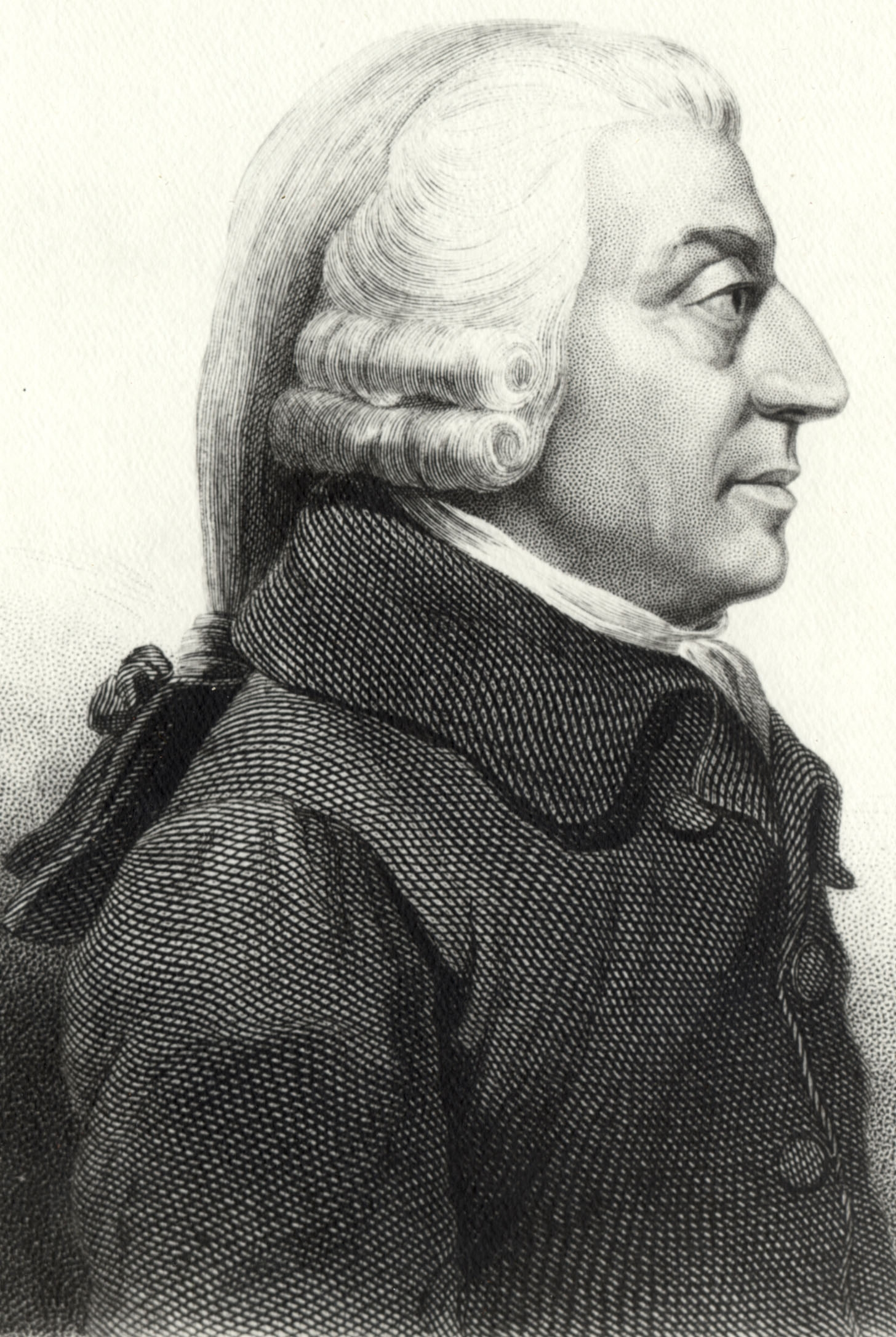
Adam Smith

L'economia clàssica fou principalment una escola anglesa de pensament econòmic que s'originà a la fi del segle xviii amb els escrits d'Adam Smith i que continuà desenvolupant-se amb els escrits de David Ricardo i de John Stuart Mill. Els estudis que se'n derivaren s'enfocaven en el creixement i la llibertat econòmics, principalment en la idea del laissez faire i la lliure competència. El terme, tanmateix, fou encunyat per Karl Marx. L'economia clàssica marca l'inici de l'estudi rigorós de l'economia com a disciplina social.
La teoria econòmica clàssica inclou tres punts principals:
- llibertat econòmica: els mercats proveeixen de solucions automàtiques per resoldre el conflicte de l'escassesa; per tant, els clàssics afavoreixen els mercats lliures i desregulats, en què la llibertat individual produeix el benestar social. Per als clàssics la llibertat política i la llibertat econòmica estan perfectament unides;
- el creixement econòmic: els clàssics s'esforçaven per descobrir quins factors o quines són les forces que determinen el creixement econòmic, entre els quals, el sistema de preus en l'assignació dels recursos;
- laissez faire: els clàssics no creien que fos necessari la intervenció exterior en la regulació dels mercats; el mercat funcionaria bé per si mateix.

Per a Adam Smith, sovint considerat el pare de l'economia, l'economia ideal era un sistema de mercat que es regulava a si mateix i que satisfeia automàticament les necessitats econòmiques de la població. Va descriure el mecanisme de mercat com una "mà invisible" que guia tots els individus que, en buscar els seus propis interessos, produeix el benefici màxim per a la societat sencera. Aquesta noció paradoxal estableix que els mercats competitius tendeixen a produir beneficis "socials" tot i derivar-se dels interessos "individuals".

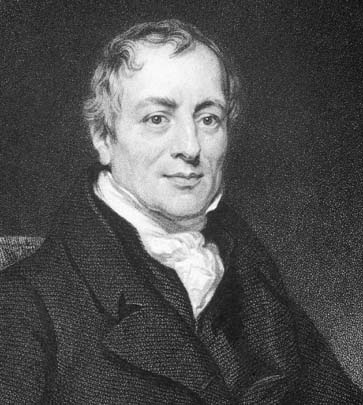
David Ricardo

Tot i que Adam Smith fou el creador i líder de l'escola clàssic, David Ricardo establí la forma i els mètodes per a l'escola. A diferència de Smith, que es preocupava d'estudiar les forces que determinen la riquesa de les nacions, Ricardo afirmava que el propòsit de l'economia era determinar les lleis que regulen la distribució de la riquesa. Potser la seva contribució més important fou la teoria de l'avantatge comparatiu, un argument fonamental en favor del comerç lliure entre països i l'especialització. Ricardo argumentà que hi ha beneficis mutus en el comerç fins i tot si un dels països (p. ex. un país ric en recursos o un artesà amb gran habilitat) és molt més productiu en totes les àrees possibles que no pas la seva contrapart (p. ex. un país pobre en recursos o un treballador sense habilitats), sempre que cadascú es concentrés en les activitats en las que té avantatge relatiu o comparatiu (que no pas absolut), i que tots els països en tenen un. Ricardo optava per una anàlisi abstracta i deductiva. Fou un dels arquitectes més importants de l'escola clàssica.
Finalment, John Stuart Mill es diferencià dels altres economistes clàssics en la seva visió de la inevitabilitat de la distribució de la renda produïda per un sistema de mercat. Mill assenyalà una diferència entre els dos papers del mercat: l'assignació dels recursos i la distribució de la renda; el mercat podia ser eficient en la primera, però no pas en la segona, per la qual cosa era la necessària la intervenció de la societat. Mill fou educat en la tradició del pensament de Ricardo, però en disconformitat amb les injustícies de l'economia capitalista. Mill provà de combinar el liberalisme clàssic amb l'humanisme de la reforma social per a promoure una societat i una economia menys enfocada en els negocis i més enfocada en la millora de l'individu i la seva satisfacció.

### Marxisme

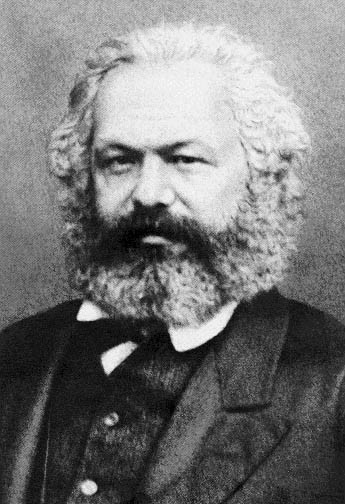
Karl Marx

L'economia marxista es derivà de l'obra de Karl Marx. El primer volum de l'obra de Marx, Das Kapital fou publicat en alemany el 1867. Marx s'enfocà en la teoria del valor-treball, la qual utilitzà per demostrar que sota el capitalisme, el proletariat o el treball era explotat pel capital. La teoria del valor-treball sostenia que el valor d'alguna cosa era determinat pel treball que s'utilitzava en la seva producció.
Marx argumentà que el capitalisme, com els altres sistemes socioeconòmics, inevitablement produiria tensions internes que el portarien a la seva destrucció. Així com el capitalisme havia reemplaçat el feudalisme, ell creia que el socialisme, al seu torn, reemplaçaria el capitalisme i produiria una societat sense estat i sense classes anomenat "comunisme pur". Això emergiria després d'un període de transició, la "dictadura del proletariat", també anomenat període de l'"estat dels treballadors" o de la "democràcia dels treballadors".

### L'economia neoclàssica
L'economia neoclàssica es formà entre 1870 i 1910. L'economia neoclàssica transformà l'economia clàssica en crear eines analítiques, entre les quals, l'anàlisi marginal, la qual és l'aplicació del càlcul diferencial al comportament de la llar o de l'empresa i la determinació del preu en el mercat. És a partir de l'economia neoclàssica que s'inicià l'ús rigorós de les matemàtiques en l'anàlisi econòmica. Una de les aplicacions més rellevants de l'anàlisi marginal fou la sistematització de la teoria de l'oferta i la demanda, les quals són els determinants conjunts del preu i la quantitat d'alguna cosa en un equilibri de mercat.
La transformació del pensament clàssic al neoclàssic fou un canvi en la perspectiva general de la teoria del valor. Anteriorment, per exemple, el valor d'un quilo de blat de moro, es pensava que depenia dels costos de la seva producció. Però, aquesta perspectiva tenia problemes, entre els quals que els preus del mercat no reflectien sempre el "valor" del producte, tal com era definit, ja que les persones sovint estaven disposades a pagar més del que "valia". Així doncs, les teories del valor clàssiques donaren pas, gradualment, a una perspectiva en què el valor s'associava amb la relació entre l'objecte i la persona que volia comprar-lo, entre el cost de producció i un "element subjectiu", és a dir, en allò que ara es coneix com l'"oferta" i la "demanda".
L'anàlisi marginal estableix que els compradors volen maximitzar els seus guanys derivats del producte, incrementant-ne les compres fins que el guany aconseguit per unitat addicional s'equilibra amb allò que han hagut de cedir per obtenir-lo. De manera similar, els productors produeixen unitats d'un bé fins que el cost per unitat addicional o marginal s'equilibra amb els guanys que genera. El valor del bé està relacionat amb els desigs il·limitats i les restriccions (l'escassesa); les tensions, o els problemes de decisió, es resolen en els mercats, on el preu és el senyal.

### Macroeconomia moderna

#### L'economia keynesiana

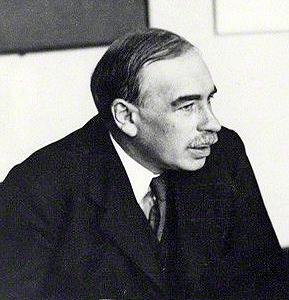
John Maynard Keynes

L'economia keynesiana es deriva de John Maynard Keynes, en especial, el seu llibre "Teoria general de l'ocupació, l'interès i el diner" (1936), el qual donà pas a la macroeconomia contemporània com a camp d'estudi independent. El llibre s'enfocà en els determinants de la renda nacional a curt termini quan els preus són relativament flexibles. Keynes provà d'explicar, en l'àmbit teòric, perquè la desocupació del mercat de treball no podia corregir-se per si mateixa atesa la baixa "demanda efectiva", i perquè fins i tot la flexibilitat de preus i la política monetària eren inútils per a resoldre el problema. Aquesta anàlisi econòmica fou considerada "revolucionària".
L'economia keynesiana és una teoria sobre les despeses totals de l'economia, és a dir, de la demanda agregada, i els seus efectes en la producció i la inflació. Alguns postulats importants del keynesianisme són:
- la demanda agregada és influenciada per moltes decisions econòmiques, publiques i privades, i sovint el seu comportament és erràtic; entre les decisions públiques hi ha la política fiscal i la política monetària;
- els efectes majors de la demanda agregada a curt termini es veuen en la producció i l'ocupació i no pas en els preus;
- els preus, i en especial els salaris, responen lentament als canvis de l'oferta i la demanda, la qual cosa produeix sigui escassesa o excedents, en especial en la força laboral;
- els períodes de recessió o depressió econòmiques són malalties i no, com en la teoria dels cicles de negocis, respostes eficients dels mercats quan no hi ha oportunitats atractives; el nivell d'atur típic, per tant, mai no és ideal
- les polítiques d'estabilització han d'utilitzar-se per reduir l'amplitud dels cicles econòmics, en especial, per a contrarestar les recessions.

#### Monetarisme
El monetarisme fou la primera oposició al keynesianisme, moviment encapçalat per Milton Friedman. Els monetaristes argumentaven que en el keynesianisme els diners no jugaven cap paper, ni tampoc considerava els preus ni el nivell de preus o la inflació. Per als monetaristes l'oferta de diners tenia un paper important en l'economia més enllà de només mantenir la taxa d'interès constant. De les diferents posicions sobre si només els diners eren importants o si eren també importants, sorgí la Síntesi Keynesiana Neoclàssica IS-LM.

#### Economia després de la Segona Guerra Mundial
L'economia fou transformada després de la Segona Guerra Mundial amb l'ús de les matemàtiques en cada branca de la disciplina. A més del càlcul diferencial, els economistes començaren a fer ús de l'àlgebra matricial, mitjançant la qual pogueren afegir una dimensió quantitativa al model general d'equilibri de l'economia. Posteriorment, es començà a emprar la programació lineal a l'anàlisi de les activitats, amb la qual cosa seria possible l'aplicació de solucions numèriques als problemes industrials. Finalment, també es començà a fer ús de les equacions diferencials. Totes aquestes eines matemàtiques en l'economia s'uniren en un treball empíric conegut com l'econometria, que inclou la teoria econòmica, la construcció de models matemàtics, i les proves estadístiques dels pronòstics o prediccions econòmiques. A més de l'ús extens de les matemàtiques avançades, també s'incrementà l'interès en les causes de la riquesa de les nacions. Amb això, es crearen disciplines com ara l'economia del desenvolupament, l'economia regional, l'economia urbana i l'economia ambiental.

### La crítica radical
Durant els moviments socials i les revoltes estudiantils de la dècada de 1960 sorgí una crítica radical de l'economia: els crítics declaraven que l'economia s'havia tornat en una defensa de l'statu quo en unió amb el poder de l'elit, i que les tècniques marginals eren profundament conservadores. Els crítics radicals advocaven per una visió revolucionària dels problemes socials, i l'abandonament de la concepció "sense valors" de l'economia com a ciència social, i que, per contra, busqués solucionar els problemes dels drets civils, la pobresa, l'imperialisme, la contaminació ambiental, entre d'altres.

## Disciplines que estudien l'economia
- Les ciències econòmiques s'ocupen de l'estudi científic de l'economia.
- La història econòmica és una disciplina entre les ciències econòmiques i la història. Estudia el desenvolupament econòmic històric en relació amb altres transformacions culturals.
- El dret econòmic és el conjunt de normes jurídiques de dret privat, públic i penal, amb les quals l'estat actua sobre les relacions jurídiques que participen en la vida econòmica.
- La sociologia econòmica tracta de les causes i dels efectes socials dels fenòmens econòmics. Alguns temes són la racionalització, la urbanització i l'estratificació social.
- L'antropologia econòmica pretén explicar el comportament econòmic humà des del punt de vista històric, geogràfic i cultural.